# Elektrochemitypie
Die Elektrochemitypie ist ein von Josz in Karlsruhe entwickeltes Verfahren zur Herstellung von Druck- und Prägeplatten aus Zink Stahl, Bronze oder Messing mittels chemischer Ätzung. Die Übertragung des Druckbildes auf die polierte Metallplatte erfolgt zumeist durch einen lithografischen Umdruck, der mit Harzpulver bestreut und leicht angeschmolzen wird. Die Rückseite der Metallplatte wird gegen die Säure mit einer Asphaltschicht  überdeckt. Der Ätzvorgang erfolgt nun in der Weise, dass die zu ätzende Platte einerseits und eine flächenparallel dazu gestellte Metall- oder Kohleplatte andererseits als Elektroden eines galvanischen Stroms in einem Säurebad zusammenwirken. Dieses galvanische Bad dient nur zum Anätzen der Platte, während das nachfolgende Tief-, Rund- und Reinätzen wie bei der Zinkografie durchgeführt wird. Durch dieses Verfahren wird eine größere Feinheit der Zeichnung des Druckbildes gewahrt, indem die feinen Linien durch Aufstreuen und Anschmelzen eines Harzpulvers wirksamer gegen die Angriffe der Ätzflüssigkeit geschützt werden, als es bei dem gewöhnlichen zinkografischen Verfahren der Fall ist.